# Eishockey-Weltmeisterschaft der Junioren 1982
Die Eishockey-Weltmeisterschaft der Junioren 1982 war die sechste Austragung der Weltmeisterschaft in der Altersklasse der Unter-20-Jährigen (U20) durch die Internationale Eishockey-Föderation IIHF. Junioren-Weltmeister wurde zum ersten Mal das Team Kanada.
Die A-Weltmeisterschaft fand vom 22. Dezember 1981 bis zum 2. Januar 1982 in den Vereinigten Staaten und Kanada statt. Die B-Weltmeisterschaft wurde vom 16. bis 20. März 1982 in Heerenveen in den Niederlanden ausgetragen. Wie in den Vorjahren nahmen insgesamt 16 Mannschaften teil, dabei mit Japan erstmals eine Mannschaft von außerhalb Europas und Nordamerikas.

## Weltmeisterschaft
Die Weltmeisterschaft fand in insgesamt zwölf US-amerikanischen und drei kanadischen Städten statt. Der Großteil der Spielorte befand sich im US-Bundesstaat Minnesota, wo 23 der 28 Spiele ausgetragen wurden. Fünf Partien fanden in den kanadischen Provinzen Manitoba und Ontario statt. Junioren-Weltmeister wurde zum ersten Mal das Team Kanadas. Das Team aus der Schweiz stieg ab und wurde durch Aufsteiger Norwegen ersetzt.

### Modus
Zugelassen waren Spieler unter 20 Jahren (U-20). Es nahmen acht Mannschaften teil, die in einer gemeinsamen Gruppe je einmal gegen jeden Gruppengegner antraten. Weltmeister wurde der Gruppensieger. Der Letzte stieg in die B-Weltmeisterschaft ab.

### Spiele und Abschlusstabelle
| Pl. |                  | Kanada | Tschechoslowakei | Finnland | Sowjetunion | Schweden | Vereinigte Staaten | Deutschland BR | Schweiz | Sp | S | U | N | Tore  | Punkte |
| --- | ---------------- | ------ | ---------------- | -------- | ----------- | -------- | ------------------ | -------------- | ------- | -- | - | - | - | ----- | ------ |
| 1.  | Kanada           |        | 3:3              | 5:1      | 7:0         | 3:2      | 5:4                | 11:3           | 11:1    | 7  | 6 | 1 | 0 | 45:14 | 13: 1  |
| 2.  | Tschechoslowakei | 3:3    |                  | 5:1      | 3:2         | 4:6      | 6:4                | 7:1            | 16:0    | 7  | 5 | 1 | 1 | 44:17 | 11: 3  |
| 3.  | Finnland         | 1:5    | 1:5              |          | 6:3         | 9:6      | 8:4                | 8:4            | 14:2    | 7  | 5 | 0 | 2 | 47:29 | 10: 4  |
| 4.  | UdSSR            | 0:7    | 2:3              | 3:6      |             | 7:2      | 7:0                | 12:3           | 11:4    | 7  | 4 | 0 | 3 | 42:25 | 08: 6  |
| 5.  | Schweden         | 2:3    | 6:4              | 6:9      | 2:7         |          | 4:2                | 5:1            | 17:0    | 7  | 4 | 0 | 3 | 42:26 | 08: 6  |
| 6.  | USA              | 4:5    | 4:6              | 4:8      | 0:7         | 2:4      |                    | 8:1            | 6:3     | 7  | 2 | 0 | 5 | 28:34 | 04:10  |
| 7.  | BR Deutschland   | 3:11   | 1:7              | 4:8      | 3:12        | 1:5      | 1:8                |                | 6:5     | 7  | 1 | 0 | 6 | 19:56 | 02:12  |
| 8.  | Schweiz          | 1:11   | 0:16             | 2:14     | 4:11        | 0:17     | 3:6                | 5:6            |         | 7  | 0 | 0 | 7 | 15:81 | 00:14  |

### Beste Scorer
Abkürzungen: Sp = Spiele, T = Tore, V = Assists, Pkt = Punkte, SM = Strafminuten; Fett: Turnierbestwert
| Spieler          | Mannschaft | Sp | T | V | Pkt | SM |
| ---------------- | ---------- | -- | - | - | --- | -- |
| Raimo Summanen   | Finnland   | 7  | 7 | 9 | 16  | 0  |
| Petri Skriko     | Finnland   | 7  | 8 | 7 | 15  | 4  |
| Risto Jalo       | Finnland   | 7  | 7 | 8 | 15  | 2  |
| Mike Moller      | Kanada     | 7  | 5 | 9 | 14  | 4  |
| Anatoli Semjonow | UdSSR      | 7  | 5 | 8 | 13  | 22 |
| Marc Habscheid   | Kanada     | 7  | 6 | 6 | 12  | 2  |
| Scott Arniel     | Kanada     | 7  | 5 | 6 | 11  | 4  |
| Bruce Eakin      | Kanada     | 7  | 4 | 7 | 11  | 4  |
| Oleg Starkow     | UdSSR      | 7  | 3 | 8 | 11  | 6  |
| Magnus Roupé     | Schweden   | 7  | 7 | 3 | 10  | 6  |

### Titel, Auf- und Abstieg
| Weltmeister Kanada | Scott Arniel, Paul Boutilier, Garth Butcher, Frank Caprice, Paul Cyr, Bruce Eakin, Marc Habscheid, Gord Kluzak, Moe Lemay, Mike Moffat, Mike Moller, Randy Moller, Dave Morrison, Mark Morrison, Troy Murray, Gary Nylund, James Patrick, Pierre Rioux, Todd Strueby, Carey Wilson Trainer: Dave King |

| Silber Tschechoslowakei | Václav Baďouček, Mojmír Božík, Ivan Dornič, Jiří Dudáček, Milan Eberle, Václav Fürbacher, Peter Harazin, Jaroslav Hauer, Tomáš Jelínek, Petr Kasík, Ludvik Kopecký, František Musil, Kamil Přecechtěl, Pavel Prorok, Petr Rosol, Vladimír Růžička, Karel Soudek, Antonín Stavjaňa, Vladimír Svitek, Rostislav Vlach Trainerstab: František Pospíšil, Václav Červený |

| Bronze Finnland | Hannu Henriksson, Risto Jalo, Pekka Järvelä, Hannu Järvenpää, Timo Jutila, Markus Lehto, Heikki Leime, Jari Munck, Harry Nyström, Jose Pekkala, Sakari Petäjäaho, Simo Saarinen, Arto Sirviö, Petri Skriko, Raimo Summanen, Kari Takko, Jukka Tammi, Esa Tommila, Hannu Virta, Teppo Virta Trainer: Alpo Suhonen |

| Absteiger:  | Schweiz  |
| Aufsteiger: | Norwegen |

### Auszeichnungen
Spielertrophäen
| Auszeichnung       | Spieler      | Team     |
| ------------------ | ------------ | -------- |
| Bester Torhüter    | Mike Moffat  | Kanada   |
| Bester Verteidiger | Gord Kluzak  | Kanada   |
| Bester Stürmer     | Petri Skriko | Finnland |

All-Star-Team
| Angriff:      | Petri Skriko – Vladimír Růžička – Mike Moller |
| Verteidigung: | Gord Kluzak – Ilja Bjakin                     |
| Tor:          | Mike Moffat                                   |

## B-Weltmeisterschaft
in Heerenveen, Niederlande

### Vorrunde
| Spiele         | AUT | DEN | FRA | YUG | Tore  | Pkt. |
| -------------- | --- | --- | --- | --- | ----- | ---- |
| 1. Österreich  |     | 6:2 | 4:3 | 9:5 | 19:10 | 6:0  |
| 2. Dänemark    | 2:6 |     | 9:3 | 7:3 | 18:12 | 4:2  |
| 3. Frankreich  | 3:4 | 3:9 |     | 6:1 | 12:14 | 2:4  |
| 4. Jugoslawien | 5:9 | 3:7 | 1:6 |     | 9:22  | 0:6  |

| Spiele         | NOR | JPN | ITA | NED | Tore | Pkt. |
| -------------- | --- | --- | --- | --- | ---- | ---- |
| 1. Norwegen    |     | 4:2 | 6:2 | 5:2 | 15:6 | 6:0  |
| 2. Japan       | 2:4 |     | 5:2 | 9:2 | 16:8 | 4:2  |
| 3. Italien     | 2:6 | 2:5 |     | 2:2 | 6:13 | 1:5  |
| 4. Niederlande | 2:5 | 2:9 | 2:2 |     | 6:16 | 1:5  |

### Platzierungsspiele
| Spiel um Platz 7 |            |             |   |             |     |
| 20. März 1982    | Heerenveen | Niederlande | – | Jugoslawien | 6:3 |
| Spiel um Platz 5 |            |             |   |             |     |
| 20. März 1982    | Heerenveen | Frankreich  | – | Italien     | 6:2 |
| Spiel um Platz 3 |            |             |   |             |     |
| 20. März 1982    | Heerenveen | Japan       | – | Dänemark    | 6:4 |
| Finale           |            |             |   |             |     |
| 20. März 1982    | Heerenveen | Norwegen    | – | Österreich  | 3:2 |

### Abschlussplatzierung
| Pl. | Team        |
| --- | ----------- |
| 1   | Norwegen    |
| 2   | Österreich  |
| 3   | Japan       |
| 4   | Dänemark    |
| 5   | Frankreich  |
| 6   | Italien     |
| 7   | Niederlande |
| 8   | Jugoslawien |

### Auf- und Absteiger
| Aufsteiger in die A-Gruppe: | Norwegen |
| Absteiger aus der A-Gruppe: | Schweiz  |

### Topscorer
| Spieler                 | Mannschaft  | Tore | Assists | Punkte |
| ----------------------- | ----------- | ---- | ------- | ------ |
| Wolfgang Kocher         | Österreich  | 7    | 2       | 9      |
| Erik Lodberg            | Dänemark    | 6    | 0       | 6      |
| Jean-François Beaudoing | Frankreich  | 4    | 2       | 6      |
| Motoki Ebina            | Japan       | 4    | 2       | 6      |
| Finn Juhl               | Dänemark    | 4    | 2       | 6      |
| Franck Ganis            | Frankreich  | 3    | 3       | 6      |
| Toshiyuki Sakai         | Japan       | 3    | 3       | 6      |
| Herbert Keckeis         | Österreich  | 3    | 3       | 6      |
| Miloš Piperski          | Jugoslawien | 5    | 0       | 5      |